# FIFA-Klub-Weltmeisterschaft 2023
Die FIFA-Klub-Weltmeisterschaft 2023 (englisch FIFA Club World Cup 2023) war die 20. Austragung dieses weltweiten Fußballwettbewerbs für Vereinsmannschaften. Er fand erstmals in Saudi-Arabien statt.
Laut FIFA war dies die letzte Ausgabe dieses Wettbewerbs. Die FIFA-Klub-Weltmeisterschaft 2025 wird als erste Austragung eines neu geschaffenen Wettbewerbs verstanden.

## Modus
Gegenüber dem seit 2007 geltenden Austragungsmodus gab es keine Änderungen. Das Turnier fand wie gehabt mit sieben Teilnehmern statt. Neben den sechs Siegern der kontinentalen Meisterwettbewerbe auf Klubebene aus Asien (AFC), Afrika (CAF), der Karibik, Nord- und Zentralamerika (CONCACAF), Südamerika (CONMEBOL), Europa (UEFA) und Ozeanien (OFC) war der Meister aus der Liga des Gastgeberlandes qualifiziert. Gewinnt der Meister des Gastgeberlandes den kontinentalen Wettbewerb, ist stattdessen der Finalgegner qualifiziert. Die Teilnehmer aus Europa und Südamerika waren wie bisher für das Halbfinale gesetzt und bestritten daher jeweils nur zwei Spiele. Gespielt wurde im K.-o.-System.

## Spielorte
| \| Dschidda \|                                 |
| Spielorte der FIFA-Klub-Weltmeisterschaft 2023 |
| Dschidda                                       |

| Dschidda |

## Teilnehmer
Teilnehmer sind die Sieger der folgenden Wettbewerbe:
| Urawa Red Diamonds |

| al Ahly SC |

| Club León |

| Fluminense FC |

| Auckland City FC |

| Manchester City |

| Ittihad FC |

| Urawa Red Diamonds |

| al Ahly SC |

| Club León |

| Fluminense FC |

| Auckland City FC |

| Manchester City |

| Ittihad FC |

## Das Turnier im Überblick
| Spiel              | Datum        | Ortszeit (MEZ)        | Stadion                           | Mannschaft 1              | Ergebnis  | Mannschaft 2       |
| ------------------ | ------------ | --------------------- | --------------------------------- | ------------------------- | --------- | ------------------ |
| Ausscheidungsspiel | 12. Dezember | 21:00 Uhr (19:00 Uhr) | King Abdullah Sports City Stadium | Ittihad FC                | 3:0 (3:0) | Auckland City FC   |
| Viertelfinale 1    | 15. Dezember | 17:30 Uhr (15:30 Uhr) | Prince Abdullah Al-Faisal Stadium | Club León                 | 0:1 (0:0) | Urawa Red Diamonds |
| Viertelfinale 2    | 15. Dezember | 21:00 Uhr (19:00 Uhr) | King Abdullah Sports City Stadium | al Ahly SC                | 3:1 (1:0) | Ittihad FC         |
| Halbfinale 1       | 18. Dezember | 21:00 Uhr (19:00 Uhr) | King Abdullah Sports City Stadium | Fluminense Rio de Janeiro | 2:0 (0:0) | al Ahly SC         |
| Halbfinale 2       | 19. Dezember | 21:00 Uhr (19:00 Uhr) | King Abdullah Sports City Stadium | Urawa Red Diamonds        | 0:3 (0:1) | Manchester City    |
| Spiel um Platz 3   | 22. Dezember | 17:30 Uhr (15:30 Uhr) | Prince Abdullah Al-Faisal Stadium | al Ahly SC                | 4:2 (2:1) | Urawa Red Diamonds |

### Finale
| Fluminense Rio de Janeiro                                                                      | Fluminense Rio de Janeiro | Manchester City | Manchester City |
| ---------------------------------------------------------------------------------------------- | --- | --- | --------------- |
| Fluminense Rio de Janeiro                                                                      | \| 22. Dezember 2023 um 21:00 Uhr (19:00 Uhr MEZ) in Dschidda (King Abdullah Sports City Stadium) \| \| Ergebnis: 0:4 (0:2) \| \| Zuschauer: 52.601 \| \| Schiedsrichter: Szymon Marciniak ( Polen) \|                                            | \| 22. Dezember 2023 um 21:00 Uhr (19:00 Uhr MEZ) in Dschidda (King Abdullah Sports City Stadium) \| \| Ergebnis: 0:4 (0:2) \| \| Zuschauer: 52.601 \| \| Schiedsrichter: Szymon Marciniak ( Polen) \|                                                                               | Manchester City |
| Fluminense Rio de Janeiro                                                                      | Fábio – Samuel Xavier, Nino (74. Marlon Santos), Felipe Melo (60. Diogo Barbosa), Marcelo (60. Alexsander) – André Trindade, Matheus Martinelli – Jhon Arias, Ganso (60. Lima), Keno (46. John Kennedy) – Germán Cano Cheftrainer: Fernando Diniz | Ederson – Kyle Walker , John Stones (74. Joško Gvardiol), Rúben Dias, Nathan Aké (81. Oscar Bobb) – Rico Lewis (60. Mateo Kovačić), Rodri (74. Manuel Akanji) – Phil Foden (81. Matheus Nunes), Bernardo Silva, Jack Grealish – Julián Álvarez Cheftrainer: Pep Guardiola ( Spanien) | Manchester City |
| Fluminense Rio de Janeiro                                                                      | 0:1 Julián Álvarez (1.) 0:2 Nino (27., ET) 0:3 Phil Foden (72.) 0:4 Julián Álvarez (88.) | | Manchester City |
| Fluminense Rio de Janeiro                                                                      | Marcelo (57.), Alexsander (68.), John Kennedy (84.) | | Manchester City |
| 22. Dezember 2023 um 21:00 Uhr (19:00 Uhr MEZ) in Dschidda (King Abdullah Sports City Stadium) | | |                 |
| Ergebnis: 0:4 (0:2)                                                                            | | |                 |
| Zuschauer: 52.601                                                                              | | |                 |
| Schiedsrichter: Szymon Marciniak ( Polen)                                                      | | |                 |

### Kader von Manchester City
Folgende Spieler standen im 23-Mann-Kader von Manchester City:
| 1. | Manchester City |
|    | - Tor: Scott Carson (0 Spiele / 0 Tore), Ederson (2/0), Stefan Ortega Moreno (-) - Abwehr: Manuel Akanji (2/0), Nathan Aké (2/0), Max Alleyne (-), Rúben Dias (1/0), Sergio Gómez (1/0), Joško Gvardiol (2/0), Rico Lewis (1/0), John Stones (2/0), Mahamadou Susoho (-), Kyle Walker (2/0) - Mittelfeld: Phil Foden (2/1), Jack Grealish (2/0), Micah Hamilton (-), Mateo Kovačić (2/1), Matheus Nunes (2/0), Kalvin Phillips (1/0), Rodri (2/0), Bernardo Silva (2/1) - Sturm: Julián Álvarez (2/2), Oscar Bobb (2/0) - Cheftrainer: Pep Guardiola |

## Schiedsrichter
Für die Leitung der Spiele bei der Klub-Weltmeisterschaft berief die FIFA insgesamt fünf Schiedsrichter sowie zehn Schiedsrichterassistenten. Für den Einsatz des Videobeweises wurden darüber hinaus insgesamt acht Videoschiedsrichter nominiert.
| Verband                      | Schiedsrichter             | Assistenten                        | Videoschiedsrichter                               |
| ---------------------------- | -------------------------- | ---------------------------------- | ------------------------------------------------- |
| AFC                          | Mohammed al-Hoish          | Khalaf al-Shammari Yasir al-Sultan | Khamis al-Marri                                   |
| CAF                          | Jean-Jacques Ndala         | Arsenio Marengula Elvis Noupue     | Adil Zourak                                       |
| CONCACAF                     | Tori Penso                 | Brooke Mayo Kathryn Nesbitt        | Tatiana Guzmán                                    |
| CONMEBOL                     | Jesús Valenzuela           | Tulio Moreno Jorge Urrego          | Juan Soto Juan Lara                               |
| UEFA                         | Szymon Marciniak           | Adam Kupsik Tomasz Listkiewicz     | Tomasz Kwiatkowski Ivan Bebek Alejandro Hernández |
| Unterstützungsschiedsrichter |                            |                                    |                                                   |
| OFC                          | Campbell-Kirk Kawana-Waugh | Campbell-Kirk Kawana-Waugh         | Campbell-Kirk Kawana-Waugh                        |

## Statistik
| Rang | Klub                      |
| ---- | ------------------------- |
| 1    | Manchester City           |
| 2    | Fluminense Rio de Janeiro |
| 3    | al Ahly SC                |
| 4    | Urawa Red Diamonds        |
| 5    | Club León                 |
| 6    | Ittihad FC                |
| 7    | Auckland City FC          |

| Rang | Spieler           | Klub                      | Tore |
| ---- | ----------------- | ------------------------- | ---- |
| 1    | Julián Álvarez    | Manchester City           | 2    |
|      | Karim Benzema     | Ittihad FC                | 2    |
|      | Ali Maâloul       | al Ahly SC                | 2    |
| 4    | Jhon Arias        | Fluminense Rio de Janeiro | 1    |
|      | Emam Ashour       | al Ahly SC                | 1    |
|      | Hussein El Shahat | al Ahly SC                | 1    |
|      | Yasser Ibrahim    | al Ahly SC                | 1    |
|      | José Kanté        | Urawa Red Diamonds        | 1    |
|      | N’Golo Kanté      | Ittihad FC                | 1    |
|      | John Kennedy      | Fluminense Rio de Janeiro | 1    |
|      | Mateo Kovačić     | Manchester City           | 1    |
|      | Romarinho         | Ittihad FC                | 1    |
|      | Alex Schalk       | Urawa Red Diamonds        | 1    |
|      | Alexander Scholz  | Urawa Red Diamonds        | 1    |
|      | Bernardo Silva    | Manchester City           | 1    |
|      | Phil Foden        | Manchester City           | 1    |
|      | Percy Tau         | al Ahly SC                | 1    |
|      | Marius Høibråten  | Urawa Red Diamonds        | ET   |
|      | Yoshio Koizumi    | Urawa Red Diamonds        | ET   |
|      | Nino              | Fluminense Rio de Janeiro | ET   |

## Auszeichnungen

### Adidas Goldener Ball
Der Goldene Ball für den besten Spieler des Turniers ging an den Spanier Rodri vom Sieger Manchester City. Der Silberne Ball wurde an den Engländer Kyle Walker ebenfalls vom Manchester City verliehen. Den Bronzenen Ball erhielt der Kolumbianer Jhon Arias vom Finalisten Fluminense Rio de Janeiro.

### FIFA-Fair-Play-Trophäe
Den Fair-Play-Preis für sportlich korrektes Auftreten auf und außerhalb des Rasens konnte sich der Ittihad FC sichern.